# Nyszawan
Nyszawan – wieś w Armenii, w prowincji Ararat. W 2011 roku liczyła 1725 mieszkańców.